# Fall River (Massachusetts)
Fall River – miasto w południowo-wschodniej części stanu Massachusetts w Stanach Zjednoczonych, port przy ujściu rzeki Taunton do zatoki Mount Hope (Oceanu Atlantyckiego).
W Fall River mieści się Battleship Cove, miejsce największego na świecie zbioru okrętów wojennych z czasów II wojny światowej.
W mieście rozwinął się przemysł odzieżowy, bawełniany oraz chemiczny.

## Demografia
3,4 proc. mieszkańców deklaruje pochodzenia polskie.

## Religia
- Parafia św. Stanisława Biskupa i Męczennika
- Parafia Świętego Krzyża

## Miasta partnerskie
- Ponta Delgada, Portugalia